# Thomas van den Belt
Thomas van den Belt, né le 18 juin 2001 à Zwolle aux Pays-Bas, est un footballeur néerlandais qui joue au poste de milieu défensif au FC Twente, en prêt du Feyenoord Rotterdam.

## Biographie

### En club

#### PEC Zwolle
Né à Zwolle aux Pays-Bas, Thomas van den Belt est formé par le club de sa ville natale, le PEC Zwolle, qu'il rejoint en 2012, en provenance du DOS Kampen (en). Il signe son premier contrat professionnel avec le PEC Zwolle le 1er juin 2018.
Van den Belt joue son premier match en équipe première lors d'une rencontre d'Eredivisie de la saison 2020-2021, le 26 septembre 2020 face au Sparta Rotterdam. Il entre en jeu à la place de Yūta Nakayama lors de cette rencontre remportée par son équipe sur le score de quatre buts à zéro,.
Le 27 mai 2021, Van den Belt prolonge son contrat avec Zwolle, avec une année en option.
Le 14 janvier 2022, il inscrit ses deux premiers buts en professionnel, lors d'une rencontre de championnat face au Willem II Tilburg. Titulaire ce jour-là, il permet à son équipe de l'emporter avec ses deux réalisations (2-0 score final),,. Van den Belt est alors utilisé au milieu de terrain dans un rôle plus offensif qu'à son habitude, par son entraîneur Dick Schreuder.

#### Feyenoord Rotterdam
Lors de l'été 2023, Thomas van den Belt rejoint le Feyenoord Rotterdam. Le joueur s'était déjà mis d'accord avec le club le 29 mars 2023 et le transfert est officialisé le 26 juin 2023. Il signe un contrat courant jusqu'en juin 2027. Le Feyenoord est le club dont il était fan durant son enfance.
Avec Feyenoord, van den Belt découvre la Ligue des champions, jouant son premier match dans cette compétition le 13 décembre 2023 face au Celtic Glasgow. Il entre en jeu à la place de Quinten Timber et son équipe est battue par deux buts à un

#### CD Castellón
Le 1er août 2024, Thomas van den Belt rejoint le CD Castellón sous la forme d'un prêt d'une saison, sans option d'achat,.

#### FC Twente
Lors de l'été 2025, Thomas van den Belt quitte définitivement le Feyenoord Rotterdam afin de rejoindre le FC Twente. Le transfert est officialisé le 16 juin 2025 et il signe un contrat de quatre ans, soit jusqu'en juin 2029.

### En sélection
En octobre 2018, Thomas van den Belt est convoqué pour la première fois avec l'équipe des Pays-Bas des moins de 18 ans. Il joue deux matchs lors de ce rassemblement, le premier le 17 novembre contre la Belgique où il est titularisé (2-2 score final) et le second deux jours plus tard, en entrant en jeu contre l'Irlande (défaite 1-0 des jeunes néerlandais). Ce sont ces deux seules apparitions avec cette sélection.

## Vie privée
Thomas van den Belt est le fils de Gerald van den Belt, ancien football ayant également été directeur sportif du SC Cambuur.